# 체약국
체약국(contracting state)이란 조약의 발효 여부에 관계 없이 조약의 구속을 받기로 동의한 국가를 의미한다.

## 같이 보기
- 국제법
- 조약
- 교섭국